# Nakahashi Harumi
Nakahashi Harumi –en japonés, 中橋 治美, Harumi Nakahashi– (16 de agosto de 1973) es una deportista japonesa que compitió en judo. Ganó una medalla de plata en el Campeonato Asiático de Judo de 1996 en la categoría de –61 kg.

## Palmarés internacional
| Campeonato Asiático | Campeonato Asiático          | Campeonato Asiático | Campeonato Asiático |
| Año                 | Lugar                        | Medalla             | Categoría           |
| ------------------- | ---------------------------- | ------------------- | ------------------- |
| 1996                | Ciudad Ho Chi Minh (Vietnam) | Medalla de plata    | –61 kg              |